# إنريكي غوميز
إنريكي غوميز (بالإسبانية: Enrique Gómez Muñoz)‏ (20 يوليو 1898 إشبيلية إسبانيا - 14 مارس 1926) هو لاعب كرة قدم إسباني سابق كان يلعب كمهاجم.

## الوفاة
تُوفي في 14 مارس 1926 بعمر 27 عاماً بسبب مضاعفات جراحة الزائدة الدودية.

## روابط خارجية
- إنريكي غوميز على موقع ناشيونال فوتبول تيمز (الإنجليزية)